# Arcangela Panigarola
Arcangela Panigarola (1468 – 17 settembre 1525) è stata una religiosa italiana.
Arcangela Panigarola è stata una suora presso il convento di Santa Marta a Milano. Prima maestra delle novizie, poi vicaria e priora, viene ricordata per le visioni che ebbe, messe per iscritto da Giovanni Antonio Bellotti.

## Biografia
Nata nel 1468 con il nome secolare di Margherita, Arcangela Panigarola fu figlia di Costanza San Pietro e Gottardo, cancelliere del duca di Milano Gian Galeazzo Visconti. Oltre alla sua origine aristocratica, non abbiamo informazioni concernenti la vita precedente all’entrata nel convento di Santa Marta nel 1483. Tale luogo aveva accolto, ancor prima dell’arrivo di Panigarola, diverse mistiche e contemplative, tra le più importanti vi fu Veronica Negroni da Binasco. 
Nell'anno in cui Arcangela prese il velo «venne affidata alle cure di suor Taddea Bonlei» ed ebbe come direttore spirituale prima Giovanni Antonio Bellotti, commendatore di Grenoble, e poi Francesco Landini, vicario arcivescovile di Milano. Tra tutti Bellotti fu colui che ebbe una maggiore ascendenza sulla donna: è considerato il promotore della fondazione del circolo “il cenacolo dell’Eterna Sapienza”, dove la Panigarola aveva un ruolo di spicco; introdusse alla suora alcuni importanti ecclesiastici francesi legati alla Milano dei Valois, come il cardinale Guillaume Briconnet e i suoi figli; infine, fu autore della biografia Vita della veneranda vergine Arcangela Panigarola.
Arcangela fu nominata priora del convento nel 1500 e, durante il suo priorato, fu autrice di diversi sermoni e testi ricchi di istruzioni destinati alle sue consorelle. Tali scritti furono raccolti, dopo la morte di Panigarola, da suor Isabella da Rho nelle opere Giardino spirituale e Visioni e sermoni. A questi si devono aggiungere altri testi legati alla sua figura come la raccolta epistolare delle lettere che inviava ai propri figli spirituali (tra cui Denis Briconnet) e l’insieme delle visioni e rivelazioni che ebbe trascritte nell’opera Rivelazioni da Bellotti, autore della già citata biografia.
Arcangela Panigarola morì il 17 settembre 1525 nel corso di una epidemia di peste che aveva colpito il convento di Santa Marta l’anno precedente.

## Le visioni e il cenacolo dell'Eterna Sapienza
Grazie alle sue profezie, talvolta apocalittiche,  Arcangela Panigarola suscitò l’interesse dei membri del circolo dell'Eterna Sapienza, fondato da Giovanni Antonio Bellotti, suo direttore spirituale. In questo modo creò delle corrispondenze con alcuni di loro. Tra i diversi, Giorgio Benigno Salviati fu particolarmente rilevante. Egli fu un teologo seguace di Girolamo Savonarola, ragion per cui venne esiliato da Firenze. Quando Salviati entrò a contatto con la priora del convento di Santa Marta, le espose le dottrine del predicatore toscano e furono accolte positivamente da Arcangela che ebbe anche delle visioni al riguardo. Panigarola, ad esempio, raccontò di aver incontrato San Gregorio Magno, il quale le narrò di come Savonarola, nonostante molti sulla Terra non riconoscessero la verità dei suoi messaggi, in Paradiso, venisse già considerato beato. In un’altra visione si confrontò direttamente con il fiorentino che profetizzò «l’avvento di un buon pastore che riformerà la Chiesa e la punizione che si abbatterà sulla città di Firenze, rea di averlo perseguitato, ma nemmeno Milano sarà risparmiata». Quest’ultimo è anche un esempio dei messaggi apocalittici della Panigarola che non narrano della fine dei tempi o del Giudizio universale, bensì di punizioni e sofferenze per gli uomini che hanno peccato.
Un altro personaggio importante con il quale la priora di Santa Marta ebbe un eccellente rapporto fu Denis Briconnet, vescovo di Tolone. Egli faceva parte del ceto dirigente milanese durante l’epoca di governo dei Valois, ma soprattutto era figlio del cardinale Guillaume Briconnet. Costui aveva partecipato al concilio pisano del 1511, un’assemblea scismatica che si concluse con la proclamazione di Martino VI come pontefice, in opposizione al già esistente Giulio II. In tale contesto si sviluppa il rapporto epistolare fra Panigarola e il vescovo di Tolone, dove quest’ultimo riconosceva Arcangela come la propria madre spirituale, grazie soprattutto alle visioni profetiche della donna. Queste erano legate all’obiettivo principale del circolo, ovvero l’avvento di un nuovo pontefice, inviato da Dio, che avrebbe promulgato una riforma della Chiesa più fedele agli ideali cristiani. Nonostante la priora ufficialmente supportasse il cardinale, dato che era uno dei principali finanziatori del convento di Santa Marta, la donna scrisse in diverse lettere a Denis di convincere il padre a riappacificarsi con la curia romana. «Lo avverte che, solo umiliandosi davanti al pontefice, al cardinale verrà restituita la dignità che gli compete, non solo in terra ma anche in cielo». Tale scambio epistolare sfociò nel viaggio a Roma del 1515 dei due figli di Guillaume Briconnet per ottenere un accordo con il nuovo pontefice, Leone X.
Questi rapporti con il cenacolo dell'Eterna Sapienza portarono Arcangela a perseguire due obiettivi durante il suo priorato. Il primo fu una riforma della Chiesa attraverso un forte cambiamento, in tal senso «oltre a predire la morte di Giulio II tre anni prima del decesso, Arcangela aveva profetizzato l’ascesa al soglio pontificio di Leone X». Il secondo, invece, fu rinnovamento della vita religiosa, in particolare delle sue consorelle. Tale volontà traspare nell'opera il Giardino spirituale, dove descrive la sua relazione con Dio, consolidata nelle visioni da lei avute, e sostiene come le suore dovessero avere un rapporto più intimo con il Creatore.
Inoltre, sotto la sua guida, il convento divenne «l’epicentro di un’intensa attività artistica e culturale», grazie anche alla tela di rapporti che era riuscita a tessere con personaggi influenti. Tra le opere più importanti vi sono la tomba incompiuta di Gaston de Foix, realizzata dallo scultore lombardo il Bambaia, e affreschi raffiguranti i santi Lazzaro, Marcella, Marta e Maria Maddalena. La realizzazione di queste opere fu fortemente finanziata da Guillaume e Denis Briconnet, figli del cardinale Guillaume Briçonnet, con cui la Panigarola era riuscita ad instaurare un forte legame.
Le esperienze dell’Eterna Sapienza, che ruotavano attorno alle profezie e alle visioni della Panigarola, si conclusero con l’allontanamento dei francesi dalla città di Milano e, nel 1525, con la morte di Arcangela.